# 玉川学園中学部・高等部
玉川学園中学部・高等部（たまがわがくえんちゅうがくぶ・こうとうぶ）は、東京都町田市玉川学園六丁目にある男女共学の私立中学校・高等学校である。
国際バカロレア (IB) よりIBMYPスクール、IBDPスクール、ラウンドスクエア加盟校、スーパーグローバルハイスクール (SGH)、スーパーサイエンスハイスクール (SSH) などに指定されている。

## 沿革
以下、学校法人玉川学園のページより、中学部・高等部に関するものを掲載。
- 1929年（昭和4年）
  - 3月
    - 財団法人玉川学園設立
    - 玉川中学校設置

  - 5月 玉川学園小学校設置
- 1930年（昭和5年）4月 玉川高等女学校設置
- 1939年（昭和14年）4月 玉川塾（専門部）設置
- 1947年（昭和22年）4月 新制中学校令（学校教育法）による玉川学園中学校設置
- 1948年（昭和23年）
  - 3月 玉川学園高等部設置（玉川中学校および高等女学校が母体）
  - 6月 小原國芳の出身地、鹿児島県川辺郡西南方村大字久志（現：南さつま市坊津町久志）に玉川学園久志高等学校を設置[4][5]
- 1951年（昭和26年）2月 財団法人から学校法人に移行
- 1964年（昭和39年）1月 玉川学園富士高等学校（広域通信制）設置
- 1971年（昭和46年）4月 玉川学園富士高等学校新入生募集停止
- 1973年（昭和48年）
  - 3月 玉川学園富士高等学校休校
  - 10月 玉川学園中学部寮（青雲塾）にて3年生同士の喧嘩により1人死亡
- 1974年（昭和49年）4月 玉川学園高等部に専攻科（1年課程）を開設
- 1979年（昭和54年）7月 玉川学園久志高等学校廃校。在校生は玉川学園高等部に転校[4]。
- 1995年（平成7年）5月 玉川学園富士高等学校廃校
- 2000年（平成12年） 総合学園として世界で初めて、ISO14001認証取得
- 2008年（平成20年）4月 文部科学省の「スーパーサイエンスハイスクール (SSH)」に指定される
- 2009年（平成21年）3月 玉川学園中等部にて国際バカロレア (IB) よりIBMYPスクールに認定
- 2010年（平成22年）4月 玉川学園高等部にて国際バカロレア (IB) よりIBDPスクールに認定
- 2014年（平成26年）4月 文部科学省のスーパーグローバルハイスクール (SGH) に指定。
- 2019年（令和元年）
  - 4月 スーパーサイエンスハイスクール (SSH) 第3期の指定を受ける。
  - 11月 玉川学園90周年記念式典を横浜アリーナにて開催。総勢12,000人の来賓、在校生、保護者および卒業生が集い、卒業生で長唄の唄方名跡の杵屋佐喜、作曲家の宮川彬良、指揮者の今村能、演出家の宮本亜門、女優の藤田朋子、アナウンサーの関野浩之など多くの著名人も参加。
- 2023年（令和5年）4月 スーパーサイエンスハイスクール (SSH) 第4期指定校となる。東京・神奈川では、経過措置を除いて最長の連続指定期間となった[3]。

## 教育
小原國芳の全人教育論とキリスト教に基づいた教育。詳しくは小原國芳または学校法人玉川学園、玉川大学参照。
小学部からK-12（ケースルートゥエルブ）の一貫教育を行っており、小学部（小学校に該当）1年生から高等部（高等学校に該当）3年生までの12年間を4年間（第1学年〔小1〕～第4学年〔小4〕・ファースト・低学年） - 4年間（第5学年〔小5〕～第8学年〔中2〕・ミドル・中学年） - 4年間（第9学年〔中3〕～第12学年〔高3〕・アッパー・高学年）の学年単位で教育を行っている。
- 創立当初より国際教育が盛んであり、世界中に提携校がある。年間を通して短期もしくは長期の留学予定生徒が多数。また提携校からの留学生も多数来校する。
- 音楽教育の中でも特に「合唱」を重視している。音楽は高等部3年生まで必修教科である。特にユニークなのは生活音楽を大切にしており、朝のHR時や帰りのHR時にも多くのクラスで合唱を行っている。またHR教室の9割にアップライト型のピアノが装備されており、生徒は自由に弾いて良い環境にある。
- 1998年（平成10年）より、学内では「CHaT Net」と呼ばれるイントラネットが整備されている。子供 (Children) と家庭 (Homes)、教師 (Teachers) の三者を結ぶネットワークである。子供・家庭・保護者が、ネットワーク上で情報交換や教育相談および学内外のイベント告知・報告を行っている。
- 2005年（平成17年）、日本の学校としては初めて「ラウンド・スクエア」の正式なメンバー校に認定される。
- 2005年（平成17年）、理科専門の校舎（サイテックセンター）完成。教育機関では初のデジタルプラネタリウム（コニカミノルタプラネタリウム社製）を導入する。
- 2006年（平成18年）9月、高等部新校舎完成。校舎中央広場壁面にはラファエロ「アテネの学校」の原寸大陶板あり。
- 2008年（平成20年）4月、文部科学省よりスーパーサイエンスハイスクール (SSH) に指定される。同じ校地にある玉川大学がグローバルCOEに指定されており、その中核研究でもある脳科学に関して特に高大連携を強く行っている。玉川大学工学部、同農学部、同脳科学研究所などと立地を生かしたSSHプログラムを展開している。
- 2009年（平成21年）5月、国際バカロレア (IB) よりIBMYPスクールに認定され、現在7年生（中学部1年）- 9年生（中学部3年）まで国際学級が運営されている。なお、この認定は、静岡県の学校法人加藤学園に続いて、日本で2番目の国際学級を持つ一条校となる。
- 2010年（平成22年）4月
  - 10年生（高等部1年）対象のプロアクティブラーニングコースを1クラス設置。これまでの通常のクラスよりも、SSH関連の企画やIBのカリキュラムを積極的に導入し、他難関大学進学も視野に入れた授業を展開。
  - 国際バカロレア (IB) よりIB DPスクールに認定される。
- 2014年（平成26年）4月、文部科学省よりスーパーグローバルハイスクール (SGH) に指定。
- 学内の玉川大学への推薦基準は高校の3年間で一定の成績以上を修めた者が対象となる。高校3年生の約30%が玉川大学に進学。看板学部である教育学部は内部生にも人気が高く、特に乳幼児発達学科入学を目指して、高等部より入学する生徒も多い。
- 2016年（平成28年）4月、文部科学省「教育課程特例校」として国際学級BLES（ブレスとは、BiLingual Elementary Schoolの略称。バイリンガル教育を意図）クラスを展開。国際学級BLESを小学1年生から順に展開し、日本語と英語のバイリンガル教育を通じて、国際社会で求められる人材を育てることを目指す。国際学級BLESは、玉川学園で導入している国際バカロレア (IB) クラスへつながる国際的な一貫教育として、国際化する大学進学への起点として展開。

## 海外提携校
- Punahou校（米国）
- Ivanhoe校（オーストラリア）
- Essington校（オーストラリア）
- 稲江家事高校（台湾）
- Bolles校（米国）
- Island Pacific Academy（米国）
- Theresianische Akademie（オーストリア）
- Harker校（米国）
- St.Cyprian校（南アフリカ）
- The Roxbury Latin School（米国）
- St.Philips校（オーストラリア）
- Bunbury校（オーストラリア）
- Appleby校（カナダ）
- Billanook校（カナダ）
- 大志万松柏学園（ブラジル）
- Maru-a-Pula校（ボツワナ）
- WestMinster（オーストラリア）
- Goethe校（ドイツ）

　創立以来、「国際教育」を教育信条の一つとしている。海外研修や留学プログラムは中学・高校を合わせて30ほど提供されている。年間300名近い生徒の海外派遣と、200名近い留学生の受け入れを行っている。

## 高等部の主な出身者

### 政治
- 小此木八郎（政治家）
- 戸塚進也（政治家）
- 森祐喜（政治家）

### 文化
- 若桑みどり（美術史家）※中退
- 宮本亞門（演出家）
- 有村昆（映画コメンテーター、ラジオパーソナリティ）
- 井上荒野（小説家）
- 七代目杵屋佐吉（三味線奏者）
- 三代目杵屋佐喜（長唄・唄方）
- 吾妻徳穂（日本舞踊家）
- 谷川賢作（作曲家、ピアニスト）
- 青島広志（作曲家）
- 篠崎正嗣（作曲家、ヴァイオリニスト）
- 中原洲一（画家）
- 金城哲夫（脚本家）
- 清水東（脚本家、放送作家）
- 法月敏彦（演劇学者・ 演劇教育者）
- 森口豁（ジャーナリスト）
- 門脇耕三（建築家）
- 井上恵介（陶芸家）
- 大樋年雄（大樋焼の陶芸家、デザイナー）
- 児玉雨子（作家、ハジケリスト、作詞家）

### 芸能
- 風間杜夫（俳優）
- 小林のり一（コメディアン）
- 下條アトム（俳優、声優）
- 大鶴義丹（俳優）※中退
- 浜田光夫（俳優）※中退
- 山内賢（俳優、歌手、司会者）
- 子門真人（元歌手）
- 小野武彦（俳優）
- 志垣太郎（俳優、声優）
- 田中信夫（声優、俳優）
- 井上孝雄（俳優、声優）
- 森繁泉（元俳優）
- 鈴木壮麻（ミュージカル俳優、歌手）
- 山崎岳彦（ナレーター）
- 樋浦勉（俳優、声優）
- 藤木孝（俳優、歌手）※中退
- DAIGO（タレント、ミュージシャン）
- 川平慈英（タレント、スポーツキャスター）
- 藤田朋子（女優）
- 川上麻衣子（女優）※中退
- 河美智子（女優）
- 保倉幸恵（女優）
- 坂本三佳（女優、タレント）
- 立花みほ子（声優）
- 小森創介（声優）
- 谷口あかり（バレエダンサー、ミュージカル女優）※中退
- 江戸家猫八 (4代目)（芸人）
- 池上季実子（女優）※中退
- 池田有希子（女優）※中退
- 村岡希美（女優）
- 林家木久蔵 (2代目)（落語家）
- せんだるか（タレント）
- 矢部裕貴子（女優、モデル）
- MOKU（音楽家）
- 横内タケ（ギタリスト）
- 前田敏子（声優）
- 石川セリ（歌手）
- 風見律子（元女優）
- 石川界人（声優）
- 平野綾（声優、女優、歌手）
- 甲斐名都（シンガーソングライター）
- 篠山輝信（俳優、タレント）
- シシド・カフカ（歌手）
- 藤井サチ（ファッションモデル）
- 久間田琳加（ファッションモデル）
- 中村里砂（ファッションモデル）
- 田原可南子（女優、歌手）
- 加古臨王（俳優、声優）
- 村井麻友美（女優）
- 岡田眞善（ラジオパーソナリティ、俳優）
- 片岡聖子（タレント、女優）
- 柏木由紀子（女優、タレント）
- 滝沢洋一（シンガーソングライター）
- 山咲千里（女優、ファッションモデル）
- 門脇知子（タレント、DJ）

### マスコミ
- 片山千恵子（NHKアナウンサー）
- 土谷映未（フリーアナウンサー）
- 平松あゆみ（フリーアナウンサー）
- 海部正樹（テレビプロデューサー）
- 中垣正太郎（テレビ東京アナウンサー）
- 貴島彩理（テレビ朝日総合編成局ドラマ制作部プロデューサー）

### スポーツ
- 中川真生哉（ラグビー選手)
- 川合レオ（元ラグビー選手）
- 足達勇輔（サッカー選手）
- 村上武資（元テニス選手）
- 溝口美貴（テニス選手）
- 川崎桜子（元ラグビーレフリー）
- パンチ田原（プロレスのリングアナウンサー兼レフェリー）

### その他
- 小原芳明（学校法人玉川学園理事長兼学園長、玉川大学学長、日本私立大学協会会長）
- 円谷皐（円谷プロダクション第3代社長）
- 山口二矢（右翼活動家・民族主義者・反共主義者）※中退
- 細野佳代（株式会社曙の代表取締役、老舗和菓子店「銀座あけぼの」三代目）
- 加藤和也（株式会社ひばりプロダクション、藤和エンタープライズ代表取締役社長）※中退
- 陳建一（中華料理の料理人・調理師）
- 陳建太郎（中華料理の料理人・調理師）
- 田村隆（料理人）
- 三好比呂己（揚州商人創業者）
- 濱口弘（実業家、レーシングドライバー）
- 村松文彦 - フラワーアーティスト
- 鈴木孝成（医師、元コンピューターゲーム作家、プログラマー）

## 交通
- 小田急線 玉川学園前駅より徒歩3分
- 東急田園都市線青葉台駅より東急バス青118 「奈良北団地」下車、徒歩10分[1][6]